# Mahendravarman I.

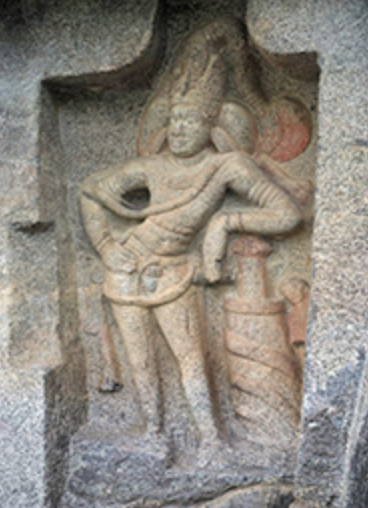
Wegen ihrer kronenartigen Kopfbedeckung gilt einigen Forschern die Wächterfigur (dvarapala) am von Mahendravarman I. gestifteten Felsentempel von Mandagappattu als eine Darstellung des Königs selbst.

Mahendravarman I. war von ca. 600 bis 630 Herrscher des südindischen Pallava-Reiches mit der Hauptstadt Kanchipuram. Er war gelehrt und betätigte sich auch als Maler, Architekt und Musiker; in einigen seiner Tempelinschriften bezeichnete er sich selbst als vichitra chitta („neugierig“).

## Leben
Mahendravarman war der Sohn von Simhavishnu, dem Wiederhersteller des Pallava-Reiches (reg. ca. 570–600). Während seiner Regierungszeit musste er sich wiederholt und mit wechselndem Erfolg mit dem Chalukya-Herrscher Pulakesi II. (reg. ca. 609–642) auseinandersetzen, der zunächst von Vatapi (heute Badami), später von Vengi (heute Vijayawada) aus versuchte sein Reich zu vergrößern.

## Religion
Ursprünglich war Mahendravarman ein Anhänger des Jainismus, doch konvertierte er später zum Hinduismus (genauer zum Shivaismus). Er stiftete jedoch nicht nur Shiva-Tempel, sondern auch Vishnu- und Trimurti-Tempel. 

## Bauten
Inschriftlich belegt sind von ihm gestiftete Felsentempel in Pallavaram, Mandagappattu, Thirukokarnam, Mamallapuram u. a. Wie die Tempelinschrift von Mandagappattu belegt, war er stolz darauf, dass seine Bauten „ohne Ziegelstein, Holz, Metall und Mörtel“ gefertigt waren.

## Schriften
Mahendravarman gilt als der Verfasser des Mattavilasa Prahasana, eines satirischen Theaterstücks mit zahlreichen ironischen Seitenhieben auf das sektiererische religiöse Umfeld seiner Zeit.

## Nachfolge
Militärisch erfolgreicher als Mahendravarman war sein Sohn Narasimhavarman I. (reg. ca. 630–668), dem es gelang, Pulakesi II. zu besiegen und das Pallava-Reich zu stabilisieren.